# Mogens Bøggild
Mogens Kruse Bøggild (11. juni 1901 i Hillerød – 25. april 1987 i København) var en dansk billedhugger. 
Blandt Mogens Bøggilds mest kendte arbejder er en granitskulptur, Grisebrønden eller Ceresbrønden (1941-50, skænket af Ceres Bryggerierne i 1941), der står i kopi på Rådhuspladsen i Århus. Den store granitskulptur skildrer en so med syv grise og er en helt speciel vandkunst med indbygget urværk, der får grisene til at tisse på skift og soen til at savle. I 1992 blev der lavet en kopi i bronze p.d.a. tilbagevendende hærværk. Originalen står på Landbrugets Rådgivningscenter i Skejby. På Torvet i Nykøbing Falster har han ligeledes en granitskupltur kaldt Bjørnebrønden. Den er udført i 1939.
Bøggild har modtaget både Eckersberg og Thorvaldsen Medaillen (1930 og 1940). Han blev Ridder af 1. grad af Dannebrog 1956 og Kommandør 1966.